# Рябинка (Медведевський район)
Ряби́нка (рос. Рябинка, марій. Рябинка) — присілок у складі Медведевського району Марій Ел, Росія. Входить до складу Руемського сільського поселення.

## Населення
Населення — 62 особи (2010; 36 у 2002).
Національний склад (станом на 2002 рік):
- росіяни — 61 %